# Joachim Kayi Sanda
Joachim Kayi Sanda (Antony, 29 november 2006) is een Frans voetballer die bij voorkeur als centrale verdediger speelt. Hij tekende in 2025 voor Southampton.

## Clubcarrière
Kayi Sanda tekende in september 2023 een driejarig profcontract bij Valenciennes. Op 21 december 2023 debuteerde hij in de Ligue 2 tegen Grenoble Foot 38. Hij was zestien jaar en tien maanden oud en werd de jongste debutant uit de clubgeschiedenis. In januari 2025 werd de Fransman voor vijf miljoen euro verkocht aan Southampton.